# Amable de Saint-Hilaire
Amable-Marie-Sabin Villain dit Villain de Saint-Hilaire ou Villain Saint-Hilaire, né à Utrecht (République batave) le 22 juin 1795 (4 messidor an 3) et mort vers 1865, est un administrateur militaire et un auteur dramatique français.

## Biographie
De sa jeunesse, on sait seulement qu'il a fait des études dans des collèges de Belgique avant de s'engager dans l'armée française à la fin du Premier Empire.
Parallèlement à une carrière dans l'administration militaire où il terminera avec le grade de sous-intendant de 1re classe, il se lance à partir de 1820 dans l'écriture théâtrale et la composition de chants patriotiques.
Engagé politiquement, il participera activement aux Trois Glorieuses de 1830 et à la révolution française de 1848 avant de devenir un soutien de Napoléon III. Après sa mise à la retraite de l'administration militaire en décembre 1844 après 30 ans de services, on le retrouve en 1856 directeur de la maison d'arrêt de la Garde Nationale.
Ses pièces ont été représentées sur les plus grandes scènes parisiennes de l'époque, notamment le Théâtre du Vaudeville, le Théâtre de la Renaissance et le Théâtre des Variétés où débutera sa fille Amélie en 1843. Élisa-Amélie Villain de Saint-Hilaire dite Mlle Saint-Hilaire, née en 1821, ancienne élève du Conservatoire, entrera comme pensionnaire à la Comédie-Française en 1852.
Les date et lieu précis de sa mort, intervenue sans doute vers 1865, sont inconnus.

## Œuvres
Théâtre
- 1820 : Écoutons !!!, scènes improvisées, à l'occasion de la naissance de S. A. R. Mgr le duc de Bordeaux, avec Emmanuel Lepeintre
- 1820 : La Pièce d'emprunt ou le Compilateur, comédie en 1 acte, mêlée de vaudevilles, avec Edmond Crosnier
- 1821 : Jocrisse paria, tragédie burlesque en 1 acte et en vers, avec Edmond Crosnier
- 1821 : Le Solitaire ou l'Exilé du mont Sauvage, mélodrame en trois actes, à grand spectacle
- 1822 : La Fille à marier ou la Double Éducation, comédie-vaudeville en 1 acte, avec Laloue et Constant Ménissier
- 1822 : Le Meurtrier, ou le Dévouement filial, mélodrame historique en 3 actes, à spectacle, avec Edmond Crosnier
- 1823 : La Chasse au renard, vaudeville en 1 acte, avec Adèle Daminois
- 1823 : Le Roulier, mimodrame en 3 actes, avec Ferdinand Laloue et Ménissier
- 1823 : Louise, ou le Père juge, mélodrame en 3 actes, à spectacle, avec Hyacinthe Decomberousse
- 1823 : Tringolini, ou le Double Enlèvement, mélodrame comique en 3 actes et à grand spectacle
- 1824 : Le 27 septembre 1824, vaudeville en 1 acte et à grand spectacle, avec Henri Franconi
- 1824 : Le Beau-frère, ou la Veuve à 2 maris, comédie-vaudeville en 1 acte, avec Auguste Duport et Paul Duport
- 1824 : Le Château perdu, ou le Propriétaire supposé, comédie-vaudeville en 1 acte, avec Hyacinthe Decomberousse
- 1824 : Léonide, ou la Vieille de Suresne, comédie vaudeville en 3 actes, avec Charles Dupeuty et Ferdinand de Villeneuve
- 1824 : Melmoth, ou l'Homme errant, mimodrame en 3 actes et à grand spectacle
- 1824 : Un jour à Dieppe, à-propos-vaudeville, avec Ferdinand de Villeneuve, Charles Dupeuty et Langlé
- 1825 : Alice, ou les Six Promesses, vaudeville en 1 acte, avec Charles Dupeuty et Ferdinand de Villeneuve
- 1825 : L'Heureux Jour, ou Une halte de cavalerie, scènes militaires, mêlées de couplets
- 1825 : Les Deux Cousins, comédie-vaudeville en 3 actes, avec Paul Duport et Ferdinand Laloue
- 1825 : L'Insouciant, ou la Rencontre au port, comédie-vaudeville en 1 acte, avec Paul Duport
- 1826 : Midi, ou l'Abdication d'une femme, comédie-vaudeville en 1 acte, avec Paul Duport et Édouard Monnais
- 1827 : Irène ou la Prise de Napoli, mélodrame en 2 actes, avec Antony Béraud et Léopold Chandezon
- 1828 : Valentine, ou la Chute des feuilles, drame en 2 actes, mêlé de chants, avec Ferdinand de Villeneuve
- 1831 : Encore un préjugé, ou les Deux Éligibles, comédie-vaudeville en 3 actes, avec Léon-Lévy Brunswick et Victor Lhérie
- 1831 : M. Mayeux, ou le Bossu à la mode, à propos de bosses en 3 tableaux, mêlé de vaudevilles, avec Eugène Hyacinthe Laffillard et Emmanuel Lepeintre
- 1831 : La Veillée, opéra-comique en 1 acte, avec Paul Duport
- 1831 : La Vieillesse de Stanislas, drame-vaudeville en 1 acte, avec Masson et Ferdinand de Villeneuve
- 1835 : L'habit ne fait pas le moine, comédie-vaudeville en 3 actes, avec Paul Duport
- 1835 : Cosimo, opéra bouffon en 2 actes, avec Paul Duport
- 1835 : Micheline, ou l'Heure de l'esprit, opéra-comique en 1 acte, avec Michel Masson et Ferdinand de Villeneuve
- 1836 : Le Hussard de Felsheim, comédie-vaudeville en 3 actes, avec Charles Dupeuty et Ferdinand de Villeneuve
- 1836 : Le Diadesté, ou la Gageure arabe, opéra-comique en 2 actes, avec Léon Pillet
- 1836 : Un proscrit chez Voltaire, vaudeville anecdotique en 1 acte, avec Antoine Jean-Baptiste Simonnin
- 1837 : Nathalie, comédie-vaudeville en 1 acte, avec Paul Duport
- 1838 : Turcs et Bayadères, ou le Bal de l'Ambigu, folie de carnaval en 2 tableaux et mêlée de couplets, avec Déaddé Saint-Yves
- 1839 : Chasse royale, opéra en deux actes
- 1839 : Deux Jeunes Femmes, drame en 5 actes et en prose
- 1839 : Revue et Corrigée, comédie-vaudeville en 1 acte
- 1844 : Nelly, drame-vaudeville en 3 actes
- 1845 : Le Cheval du diable, drame fantastique en 5 actes et 14 tableaux
- 1845 : Les Éléphants de la pagode, pièce en trois actes à grand spectacle, avec Anicet Bourgeois
- 1846 : Henri IV, drame historique en 3 actes, 16 tableaux et prologue, avec Michel Delaporte
- 1850 : Blanche et Blanchette, drame-vaudeville en 5 actes
- 1850 : Cravate et Jabot, comédie vaudeville en 1 acte, avec Paul Duport
- 1850 : Deux Anges, ou Mère et Fille, drame-vaudeville en 3 actes
- 1850 : L'Hôtesse de Saint-Éloy, drame-vaudeville en 3 actes
- 1850 : S. A. Badigeon Ier, vaudeville-bouffe en 2 actes
- 1851 : La Circassienne, comédie mêlée de chant, en 1 acte

Varia
- 1848 : Appel à la justice du Peuple. Révélations complètes et appuyées de preuves sur les barbaries disciplinaires d'une partie de l'armée d'Afrique, Paris, Smith, 1848[8]
- 1852 : Livret descriptif du Cirque Napoléon, Paris, Dondey-Dupré, 1852[9]
- 1852 : Dieu nous l'a rendu, ou le réveil d'un vieux soldat, chant populaire, paroles et musique de Villain de Saint-Hilaire

## Distinctions
- Officier de la Légion d'Honneur (décret du 28 avril 1839)[10].